# Haugschlag
Haugschlag ist eine Gemeinde mit 474 Einwohnern (Stand 1. Jänner 2025) im Bezirk Gmünd in Niederösterreich.

## Geografie

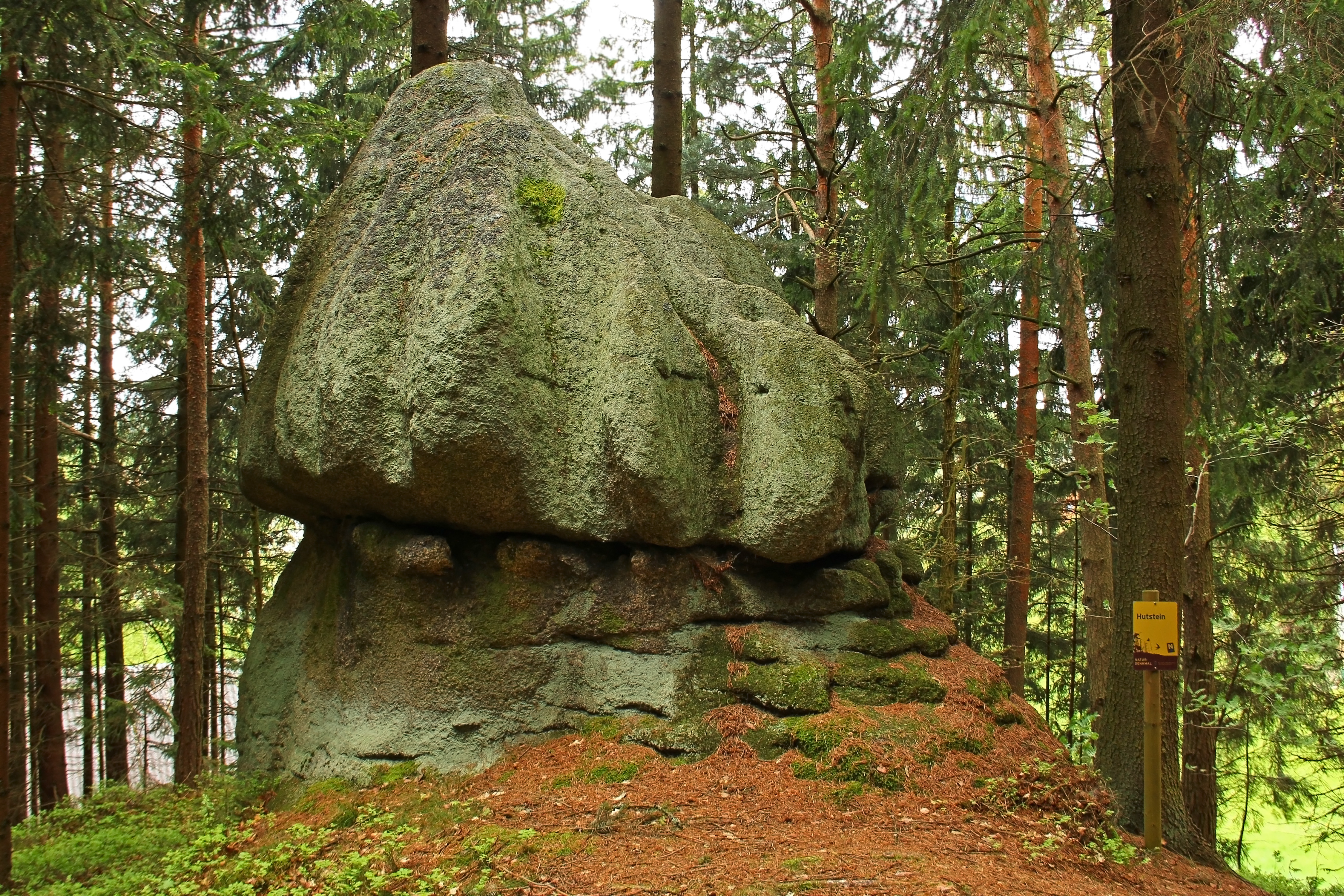
Naturdenkmal Hutstein

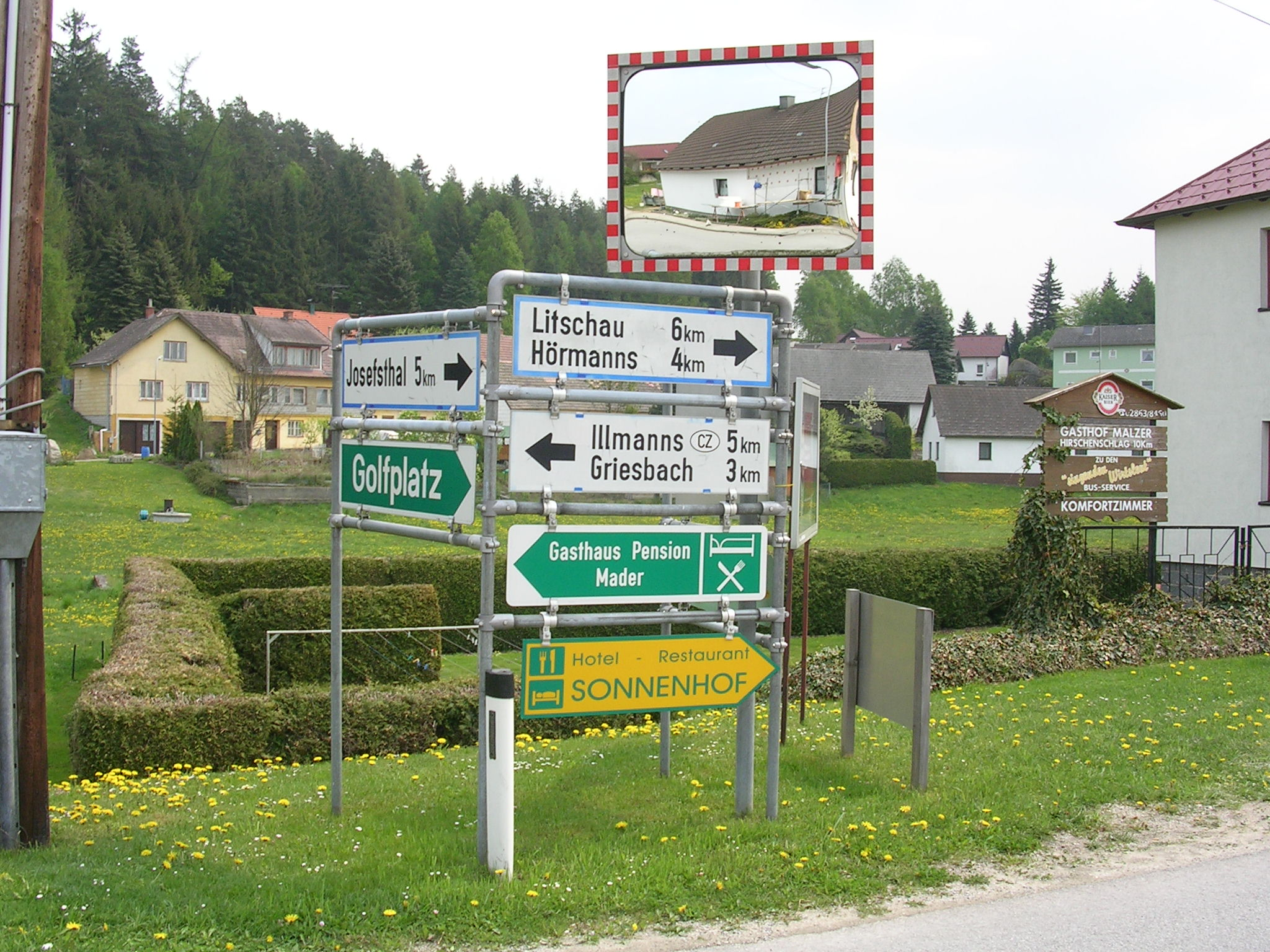
Wegweiser

Haugschlag, die nördlichste Gemeinde Österreichs, liegt am Reißbach in der nordwestlichen Ecke des Waldviertels in Niederösterreich, an der Staatsgrenze zu Tschechien. An der Einmündung des Rottaler Baches in den Neumühlbach befindet sich gegenüber der ehemaligen tschechischen Kaserne Peršlák der nördlichste Punkt Österreichs.
Am Stankauer Teich steht an der Grenze im Rottaler Forst ein Meridianstein, der den Schnittpunkt des 15. Längenkreises und 49. Breitenkreises kennzeichnet.
Die Fläche der Gemeinde umfasst 22,65 km², 65,58 % der Fläche sind bewaldet.

### Gemeindegliederung
Die Gemeinde besteht aus den Katastralgemeinden
- Griesbach
- Haugschlag
- Rottal
- Türnau

Das Gemeindegebiet umfasst folgende vier Ortschaften (in Klammern Einwohnerzahl Stand 1. Jänner 2025):
- Griesbach (91) samt Griesbach-Gramett-Siedlung
- Haugschlag (247) samt Blankohäuser, Kreidlsiedlung, Lerchenfeld und Waldhäuser
- Rottal (64) samt Lerchenfeld
- Türnau (72) samt Alttürnauhäuser

### Nachbargemeinden
| Stráž nad Nežárkou (CZ) | Nová Bystřice (CZ)                          |          |
| Staňkov u Třeboně (CZ)  | Kompassrose, die auf Nachbargemeinden zeigt | Reingers |
|                         | Litschau                                    |          |

## Geschichte

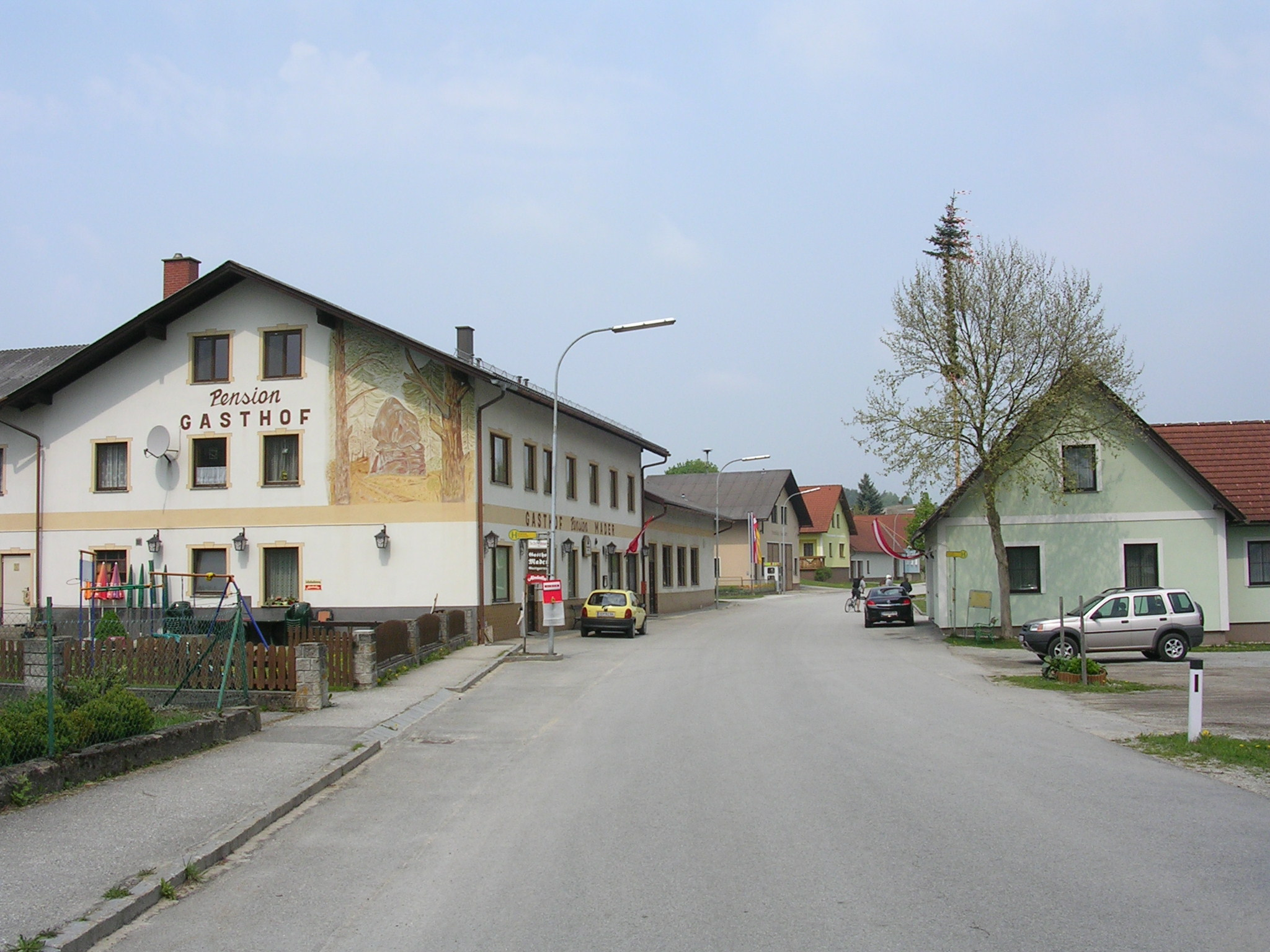
Gasthof mit Wandmalerei Hutstein

Um das Jahr 980 sandte Bischof Pilgrim von Passau fränkische Siedler in diese Gegend, die den Boden Stück für Stück urbar machten und besiedelten. Der Rodungsname „-schlag“ deutet siedlungsgeschichtlich auf die Entstehung in der hochmittelalterlichen Rodungswelle zwischen dem 11. und 13. Jahrhundert hin. Urkundlich scheint der Ort erstmals im Jahre 1369 auf, wo er als „Hawslag“ im Untertanenverzeichnis der Herrschaft Litschau geführt und dort mit 14 Lehen und einer Hofstatt erwähnt wird. 1784 wurde die Pfarre Haugschlag errichtet und 1787 die Pfarrkirche Haugschlag fertiggestellt.
Haugschlag zählte über viele Jahrhunderte zur Herrschaft Litschau. 1590/91 gab es im Ort 14 untertänige Häuser; 1751 zählte Haugschlag 20 untertänige Häuser.
Im Fünften Koalitionskrieg (1809) wurde Haugschlag schwer beschädigt. Im Preußisch-Österreichischen Krieg (1866) zog das preußische Heer über das Waldviertel ab und in Haugschlag waren kurzzeitig 600 preußische Soldaten einquartiert.
Nach der Revolution von 1848 konstituierte sich Haugschlag als selbständige politische Gemeinde, war sodann dem Amtsbezirk Litschau zugeteilt und liegt heute im Bezirk Gmünd.
Laut Adressbuch von Österreich waren im Jahr 1938 in der Ortsgemeinde Haugschlag ein Bäcker, ein Fleischer, drei Gastwirte, drei Gemischtwarenhändler, ein Schmied, zwei Schneider, zwei Schuster, ein Tischler und mehrere Landwirte ansässig.
Haugschlag wurde im Zuge der NÖ. Kommunalstrukturverbesserung zum Jahresbeginn 1971 mit der Nachbargemeinde Griesbach vereint.

### Einwohnerentwicklung
Die Einwohnerzahl nimmt seit vielen Jahrzehnten kontinuierlich ab. Seit 1981 sind sowohl die Geburtenbilanz als auch die Wanderungsbilanz negativ, wobei die Abwanderung in den letzten Jahren abnahm.
| Haugschlag: Einwohnerzahlen von 1869 bis 2025       | Haugschlag: Einwohnerzahlen von 1869 bis 2025 | Haugschlag: Einwohnerzahlen von 1869 bis 2025 | Haugschlag: Einwohnerzahlen von 1869 bis 2025 | Haugschlag: Einwohnerzahlen von 1869 bis 2025 |
| --------------------------------------------------- | --------------------------------------------- | --------------------------------------------- | --------------------------------------------- | --------------------------------------------- |
| Jahr                                                |                                               |                                               |                                               | Einwohner                                     |
| 1869                                                | 1869                                          |                                               | 1.134                                         | 1.134                                         |
| 1880                                                | 1880                                          |                                               | 1.245                                         | 1.245                                         |
| 1890                                                | 1890                                          |                                               | 1.134                                         | 1.134                                         |
| 1900                                                | 1900                                          |                                               | 1.051                                         | 1.051                                         |
| 1910                                                | 1910                                          |                                               | 1.071                                         | 1.071                                         |
| 1923                                                | 1923                                          |                                               | 946                                           | 946                                           |
| 1934                                                | 1934                                          |                                               | 930                                           | 930                                           |
| 1939                                                | 1939                                          |                                               | 870                                           | 870                                           |
| 1951                                                | 1951                                          |                                               | 902                                           | 902                                           |
| 1961                                                | 1961                                          |                                               | 806                                           | 806                                           |
| 1971                                                | 1971                                          |                                               | 693                                           | 693                                           |
| 1981                                                | 1981                                          |                                               | 629                                           | 629                                           |
| 1991                                                | 1991                                          |                                               | 556                                           | 556                                           |
| 2001                                                | 2001                                          |                                               | 527                                           | 527                                           |
| 2011                                                | 2011                                          |                                               | 501                                           | 501                                           |
| 2021                                                | 2021                                          |                                               | 478                                           | 478                                           |
| 2025                                                | 2025                                          |                                               | 474                                           | 474                                           |
| Quelle(n): Statistik Austria, Gebietsstand 1.1.2021 |                                               |                                               |                                               |                                               |

## Kultur und Sehenswürdigkeiten

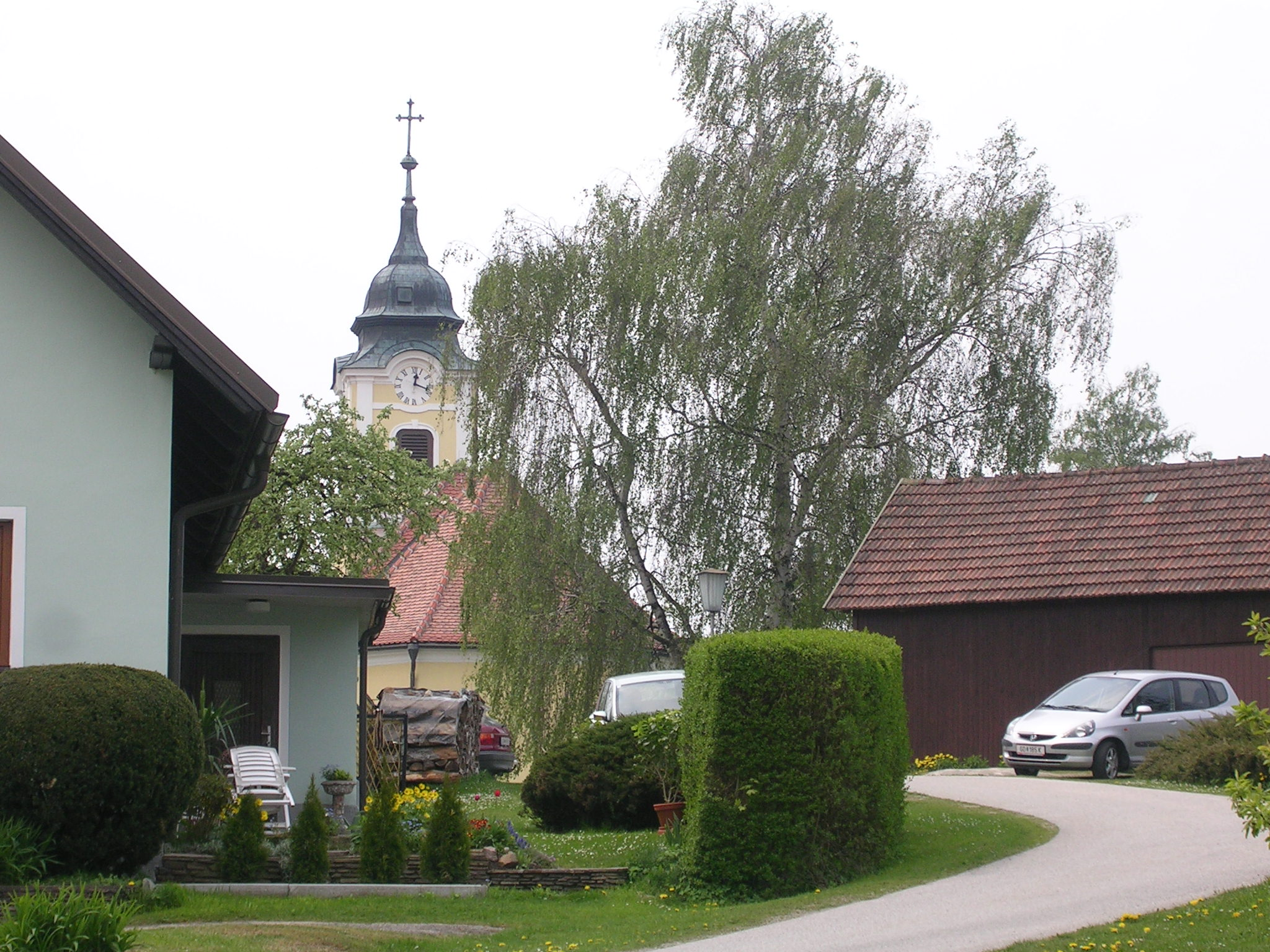
Pfarrkirche Haugschlag

- Katholische Pfarrkirche Haugschlag Zur Kreuzerhöhung: Josephinische Saalkirche aus dem Jahre 1787.
- Ortskapelle Türnau

## Wirtschaft und Infrastruktur
In Haugschlag gibt es 46 land- und forstwirtschaftliche Betriebe (Stand 2010), davon sind zwölf Haupterwerbsbetriebe. Nichtlandwirtschaftliche Arbeitsstätten gibt es vier im sekundären und 24 im tertiären Wirtschaftssektor (Stand 2011). Diese Betriebe beschäftigen zehn Personen im Produktionssektor und 73 Personen im Dienstleistungssektor.
In Haugschlag befindet sich das „Leading Golfresort Haugschlag“. Durch das Gemeindegebiet verläuft auch der Eisenwurzen-Weitwanderweg.

### Öffentliche Einrichtungen
In Haugschlag befindet sich ein Kindergarten und eine Volksschule.

## Politik

### Gemeinderat
Der Gemeinderat hatte 15 Mitglieder und 13 Mitglieder ab der Gemeinderatswahl 2025.
- Nach den Gemeinderatswahlen in Niederösterreich 1990 hatte der Gemeinderat folgende Verteilung: 11 ÖVP und 4 SPÖ.
- Nach den Gemeinderatswahlen in Niederösterreich 1995 hatte der Gemeinderat folgende Verteilung: 10 ÖVP, 3 SPÖ und 2 Wahlgemeinschaft Haugschlag.[13]
- Nach den Gemeinderatswahlen in Niederösterreich 2000 hatte der Gemeinderat folgende Verteilung: 10 ÖVP, 3 SPÖ und 2 Wahlgemeinschaft Haugschlag.[14]
- Nach den Gemeinderatswahlen in Niederösterreich 2005 hatte der Gemeinderat folgende Verteilung: 11 ÖVP, 3 SPÖ und 1 Wahlgemeinschaft Haugschlag.[15]
- Nach den Gemeinderatswahlen in Niederösterreich 2010 hatte der Gemeinderat folgende Verteilung: 12 ÖVP und 3 SPÖ.
- Nach den Gemeinderatswahlen in Niederösterreich 2015 hatte der Gemeinderat folgende Verteilung: 12 ÖVP und 3 SPÖ.[16]
- Nach den Gemeinderatswahlen in Niederösterreich 2020 hatte der Gemeinderat folgende Verteilung: 12 ÖVP und 3 SPÖ.[17]
- Nach den Gemeinderatswahlen in Niederösterreich 2025 hat der Gemeinderat 13 Mandate und folgende Verteilung: 7 ÖVP, 4 FPÖ, 1 SPÖ und 1 Freie Liste Haugschlag (FLH).[18]

### Bürgermeister
- Adolf Kainz (ÖVP) (2000–2019)
- Franz Kuben (ÖVP) (seit 2020)[19]

## Persönlichkeiten
- Nina Proll (* 1974), Schauspielerin, Sängerin und Tänzerin